# John Köhler
John Robert Köhler, född 3 september 1864 i Ervalla socken, död 29 december 1946 i Stockholm, var en svensk kemist.
John Köhler var son till kronofogden Carl Wilhelm Köhler. Efter mogenhetsexamen i Stockholm 1885 studerade han kemi vid Stockholms högskola 1886–1888 och målning för John Kindborg samt var elev vid Konstakademien 1888–1889. Köhler var 1890–1895 assistent och linjeingenjör vid Telegrafverket samt genomgick 1895–1898 Tekniska högskolan, där han 1898–1913 var assistent i kemisk teknologi och från 1905 docent i analytisk kemi. Åren 1913–1915 uppehöll han professuren i kemisk teknologi där. Köhler redigerade Teknisk tidskrifts avdelning för kemi 1903–1905 och var VD för AB Hartsindustri i Stockholm 1917–1919. Hans vetenskapliga arbeten behandlade främst träkemi. Köhler studerade kolningen och i samband med det klarlade han principen för metoden att framställa tjära i mildalar. Främst utförde han dock uppmärksammade undersökningar över de i grankåda ingående hartssyrorna och över möjligheten att tekniskt utnyttja kådan. Därjämte utarbetade han bland annat de från 1909 gällande bestämmelserna för normalbläck, skrivmaskinsband och stämpelfärg samt för de statliga kontrollverksamheten flera använda analysmetoder såsom bestämning av arsenik i tapeter och gul fosfor i tändstickor. Köhler är gravsatt på Gamla kyrkogården i Karlskoga.